# The Night of the Meek
"The Night of the Meek" is een aflevering van de Amerikaanse televisieserie The Twilight Zone.

## Plot

### Opening
This is Mr. Henry Corwin, normally unemployed, who once a year takes the lead role in the uniquely popular American institution, that of the department-store Santa Claus in a road-company version of 'The Night Before Christmas'. But in just a moment Mr. Henry Corwin, ersatz Santa Claus, will enter a strange kind of North Pole which is one part the wondrous spirit of Christmas and one part the magic that can only be found... in the Twilight Zone. 
— Rod Serling

### Verhaal
Henry Corwin is een niksnut die rond de Kerst de kost verdient door voor kerstman te spelen in een winkelcentrum. Dit jaar arriveert hij dronken op zijn werk en wanneer een moeder haar beklag over hem doet, wordt hij ontslagen. Zonder zijn kerstmankostuum uit te trekken gaat Henry naar een bar, maar daar hij niet genoeg geld heeft, weigert de barman hem iets te geven.
Doelloos zwerft Henry wat door de stad, tot hij in een steegje een oude zak ziet liggen. De zak blijkt een mysterieus ding te zijn, dat telkens elk voorwerp bevat dat Henry nodig heeft. De kerstgedachte krijgt Henry te pakken en hij gebruikt de zak om cadeaus uit te delen aan alle voorbijgangers. Hierbij verstoort hij echter de kerstmis van zuster Florence. Deze roept woedend de hulp in van agent Flaherty, die Henry arresteert op verdenking van diefstal bij zijn vorige werkgever. Op het bureau belt Flaherty Henrys oude baas, Mr. Dundee, op. Deze komt naar het bureau, maar getuigt daar dat Henry niets heeft gestolen.
Henry wordt vrijgelaten en geeft Dundee zijn kerstcadeau. Hij blijft doorgaan met uitdelen, tot de zak niets meer geeft. Burt, een oude man, wijst Henry erop dat hij nu zelf geen cadeau heeft. Maar Henry corrigeert hem: iedereen gelukkig maken met cadeaus is zijn cadeau en hij wil dit voortaan ieder jaar doen. Henry keert terug naar de steeg waar hij de zak vond en wordt daar opgewacht door een jonge vrouwelijke elf met een slee en acht rendieren. Blijkbaar is Henry voorbestemd om de echte Kerstman te worden.

### Slot
A word to the wise to all the children of the twentieth century, whether their concern be pediatrics or geriatrics, whether they crawl on hands and knees and wear diapers or walk with a cane and comb their beards. There's a wondrous magic to Christmas and there's a special power reserved for little people. In short, there's nothing mightier than the meek. 
— Rod Serling

## Rolverdeling
- Art Carney - Henry Corwin
- John Fiedler - Mr. Dundee
- Robert P. Lieb - Officer Flaherty
- Val Avery - Bruce de barman
- Meg Wyllie - Zuster Florence
- Kay Cousins - Moeder
- Burt Mustin - Oude man
- Andrea Darvi - meisje
- Jimmy Garrett - jongen
- Nan Peterson - vrouw in de auto
- Matthew McCue - Derelict man
- Larrain Gillespie - jonge elf

## Achtergrond
- Dit was een van de afleveringen van seizoen 2 die door budgetgebrek gefilmd moest worden op 16mm-film.
- Jack Smight, die deze aflevering regisseerde, regisseerde ook "The Lateness of the Hour", "Twenty Two" en "The Lonely".
- Een toneelversie van deze aflevering werd geschreven door Patrick Cook en componist Frederick Freyer.
- Een soortgelijk thema als in deze aflevering werd gebruikt in de aflevering I Dream of Genie.
- De serie The New Twilight Zone bevat een nieuwe versie van deze aflevering.
- In de stripreeks De avonturen van Urbanus gebeurt er iets gelijkaardigs in het album  Het gefoefel met de zak. Daar vindt Urbanus de zak van Sinterklaas die ook schijnbaar bodemloos gevuld is met cadeautjes.